# 梅朗中
梅朗中（1607年—1642年），字朗三，南直隸寧國府宣城縣人。

## 生平
早年好讀先人藏書，酣情嗜古。為諸生。善書畫、兼善詩文，書法效張王，畫風宗法元宋，是“宣城派”之驅，世稱三絕。崇禎十五年（1642年）秋去世。著有《書帶園集》十六卷，又編《賦紀》五十卷。

## 家族
祖父梅鼎祚。父親梅士好。堂弟梅文鼎。有子梅庚。